# Јелена Јужениди
Јелена Јужениди (Београд, 31. децембар 1920 — Атина, 19. јануар 1998) била је ванбрачна кћерка краља Александра I Карађорђевића и француске лекарке Шарлоте Котијар.

## Биографија
Српски регент и престолонаследник Александар Карађорђевић и студенткиња медицине Шарлот Котијар упознали су се у Паризу, пре априла 1916. године, током Првог светског рата. Регент Александар се тамо нашао у званичној посети Француској, ратној савезници Краљевине Србије, где је стигао непосредно након повлачења преко Албаније.
Шарлот Котијар била је пореклом из Бретање. Студирала је медицину на Универзитету Сорбона, пошто су њени отац и деда били лекари. Са српским престолонаследником упознао је његов брат од стрица кнез Павле Карађорђевић, кога је она најпре упознала. Њихово познанство трајало је кратко, пошто се регент Александар вратио на Солунски фронт, већ крајем марта или почетком априла 1916. године.
Поново су се сусрели након рата, када је Шарлот дошла у Краљевину Срба, Хрвата и Словенаца, као лекар Међународног Црвеног крста.
Јелена је рођена 31. децембра 1920. године у просторијама конзулата Сједињених Америчких Држава, улица Позоришна 7 у Београду. Добила је првобитно име Зорка, по кнегињи Љубици-Зорки Карађорђевић, мајци престолонаследника Александра, коју он није ни запамтио, пошто је умрла годину и по дана након његовог рођења.
До атентата у Марсеју 9. октобра 1934. године, краљ Александар I водио је рачуна о својој ванбрачној кћерки Јелени и редовно њеној мајци слао новац. Након тога је бригу о њима преузео кнез Павле, краљевски намесник од 1934. до 1941. године. О томе је обавестио и краља Петра II, наследника и најстаријег сина  краљ Александра. Краљица Марија, супруга краља Александра I, знала је за ванбрачно дете свог супруга и слала јој је божићне поклоне до нацистичке окупације Француске 1940. године.
Када је краљевић Томислав Карађорђевић, средњи син краља Александра I, посетио манастир Хиландар 23. септембра 1964. године, југословенски краљевски ратни пилот у емиграцији и манастирски добротвор Ђорђе Рош га је подсетио да има ванбрачну сестру, што је он сазнао током Другог светског рата. Убрзо је са њом ступио у контакт и она је била гост на његовом имању у Енглеској.
Јелена је била гост на венчању сер Дезмонда де Силве и кнегиње Катарине Карађорђевић, кћерке краљевића Томислава, 5. децембра 1987. године.
Повремено је долазила у Југославију, да би у цркви Светог Ђорђа на Опленцу посетила очев гроб.
Преминула је у Атини 19. јануара 1998. године.